# 萨哈林2号
萨哈林2号 (俄语： Сахалин-2) 是位於俄罗斯库页岛附近的一個油气开发项目。該項目主要涉及鄂霍次克海库页岛近海的 Piltun-Astokhskoye油田和 Lunskoye 天然气田的開發以及相关的陆上基础设施的建設以及維護。该项目由萨哈林能源投资有限公司   Sakhalin Energy責管理和运营 ，其中俄罗斯天然气工业股份公司出資約 50%，殼牌約27.5%，三井和三菱各出資12.5%及10%。萨哈林2号的液化天然气年产能为1000万吨。日本进口液化天然气中有近10%来自俄罗斯，其中大部分來自萨哈林2号。
2022年俄羅斯入侵烏克蘭后，壳牌表示将退出萨哈林2号。2022年6月30日，俄罗斯总统普京签署一项法令，俄将成立一家新公司從萨哈林能源手中接管萨哈林2号。9月1日，俄罗斯方面批准两家日本企业保留在萨哈林2号油气项目中的股份。

## 外部鏈接
- Sakhalin Energy's website （页面存档备份，存于）
- Gazprom's Sakhalin-II project website
- Shell's Sakhalin-II project website
- Sakhalin Environment Watch An NGO campaigning against the Sakhalin-II
- Sakhalin-2 project （页面存档备份，存于） on YouTube
- Bankwatch.org: Common_demands_by_NGOs （页面存档备份，存于）
- Friends of the Earth report: "Sakhalin II – A Production 'Non-Sharing' Agreement, An Analysis of Revenue Distribution" by Dr. Ian Rutledge （页面存档备份，存于） these links should be converted into inline citations-->